# HD 121504 b
HD 121504 b é um planeta extrassolar cuja massa provável é ligeiramente inferior à de  Júpiter. Apesar de o método da velocidade radial utilizado na detecção desse planeta ser capaz de mensurar apenas a massa mínima de um planeta, é pouco plausível que sua massa real seja muito superior ao estimado.
HD 121504 b orbita a estrela HD 121504 a uma distância de aproximadamente um terço da distância da Terra em relação ao Sol, e perfaz uma órbita um pouco excêntrica.